# Alpiscorpius mingrelicus
Alpiscorpius mingrelicus ist eine Skorpionart aus der Familie der Euscorpiidae. Die systematische Abgrenzung von Alpiscorpius mingrelicus und damit auch das Verbreitungsgebiet ist bis heute nicht abschließend geklärt. Das Areal der Art umfasst wahrscheinlich nur den asiatischen Teil der Türkei, den Westen Georgiens sowie die nördlich anschließende russische Schwarzmeerküste. Die Vorkommen auf der Balkanhalbinsel sind nach V. Fet Teil eines E. mingrelicus-Komplexes, der aber wohl nicht dieser Art zuzuordnen ist.

## Merkmale
Alpiscorpius mingrelicus gehört zu den größeren Arten der Gattung Alpiscorpius, zu welcher die Art seit 2019 gezählt wird (zuvor zur Gattung Euscorpius), die Tiere haben eine Körperlänge von etwa 38 mm. Die Segmente des Metasomas zeigen oben seitlich Spuren eine Kielung. Die Tiere sind insgesamt recht dunkel braun.
Die Unterscheidung von den teilweise extrem ähnlichen anderen Arten der Gattung ist nur anhand des Vergleichs mehrerer feinmorphologischer Merkmale möglich. Bei A. mingrelicus weist die Unterseite der Pedipalpenhand (Chela manus) ventral vier Trichobothrien auf. Die Trichobothrien „est“ und „dsb“ auf dem festen Finger des Pedipalpus sind dicht benachbart. Das Verhältnis der Distanzen zwischen den Trichobothrien „et“ und „est“ zu „est“ und „dsb“ schwankt zwischen 1,5 und 2,2. Die Patella der Pedipalpen hat auf der Ventralseite fast immer 6 Trichobothrien und auf der distalen Seite 20 bis 22. Die Gruppe „et“ auf dieser Distalseite weist fast immer 5 Trichobothrien auf.

## Verbreitung, Lebensraum und Lebensweise
Das Areal der Art umfasst wahrscheinlich nur den asiatischen Teil der Türkei, den Westen Georgiens sowie die nördlich anschließende russische Schwarzmeerküste. Die bisher zu E. mingrelicus gezählten Vorkommen auf der Balkanhalbinsel sind nach V. Fet Teil eines E. mingrelicus-Komplexes, der aber wohl nicht dieser Art zuzuordnen ist.
E. mingrelicus ist zumindest in der Türkei sehr weit verbreitet und kommt dort bis in hohe Berglagen vor. Im Taurusgebirge im Südwesten der Türkei wurde die Art bis in 2400 m Höhe nachgewiesen, der bisher höchste Nachweis für die ganze Gattung Eusorpius. Über die Lebensweise dieses Skorpions ist bisher nichts bekannt.

## Systematik
Die systematische Abgrenzung von Alpiscorpius mingrelicus ist bis heute nicht abschließend geklärt. Die Vorkommen auf der Balkanhalbinsel werden von V. Fet nur aus „technischen Gründen“ derzeit noch zu Alpiscorpius mingrelicus gestellt („technically still under E. mingrelicus subspecies“). Nächster Verwandter von Alpiscorpius mingrelicus ist Alpiscorpius gamma.

## Gefährdung
Angaben zur Gefährdung (Rote Liste) liegen bisher nicht vor.